# Eutrema grandiflorum
Eutrema grandiflorum là một loài thực vật có hoa trong họ Cải. Loài này được (Al-Shehbaz) Al-Shehbaz & Warwick mô tả khoa học đầu tiên năm 2005.